# Sammy Fain
Sammy Fain (nascut Samuel E. Feinberg) (Nova York, 17 de juny de 1902 - Los Angeles, 6 de desembre de 1989) va ser un compositor estatunidenc de música popular. A la dècada de 1920 i principis de 1930, va contribuir amb nombroses cançons que formen part del Great American Songbook i del teatre de Broadway. Fain també va ser un músic i vocalista popular.

## Biografia
Sammy Fain va néixer a la ciutat de Nova York, fill d'un cantor. El 1923, Fain va aparèixer al curtmetratge sonor "Sammy Fain and Artie Dunn" dirigit per Lee De Forest filmat en el procés de So sobre pel·lícula de Phonofilm. El 1925, es va dedicar exclusivament a la música. Fain era un pianista autodidacte que tocava d'oïda. Va començar a treballar com a pianista i compositor per a l'editor musical Jack Mills. El 1932, va aparèixer al curtmetratge The Crooning Composer. 
Més tard, Fain va treballar àmpliament en col·laboració amb Irving Kahal. Junts van escriure clàssics com "Let a Smile Be Your Umbrella", "You Brought a New Kind of Love to Me", (coescrit amb Pierre Norman) i "I'll Be Seeing You". Un altre lletrista que va col·laborar amb Fain va ser Lew Brown, amb qui va escriure "That Old Feeling ". Els seus crèdits a Broadway també inclouen Everybody's Welcome, Right This Way, Hellzapoppin', Flahooley, Ankles Aweigh, Christine i Something More.
Fain també va compondre música per a més de 30 pel·lícules durant les dècades de 1930, 1940 i 1950. Va ser nominat per a l'Oscar a la millor cançó original deu vegades, guanyant-ne dues vegades, amb "Secret Love" de Jane Calamitat el 1954 i amb " Love Is a Many-Splendored Thing " de la pel·lícula de la mateixa títol el 1956. Va coescriure ambdues cançons amb Paul Francis Webster, un altre col·laborador de molt de temps. Fain va escriure el segon tema de la sèrie de televisió Wagon Train el 1958, que es deia "(Roll Along) Wagon Train". També va contribuir a les partitures de cançons de les pel·lícules d'animació de Walt Disney Alícia al país de les meravelles, Peter Pan i Els rescatadors (aquest últim, que aviat serà el seu darrer treball, també li va valer una altra nominació a l'Oscar).
El 1963, va col·laborar amb Harold Adamson, escrivint cançons per a la pel·lícula The Incredible Mr. Limpet, que va sortir el 1964, i cançons com "I Wish I Were a Fish", "Be Careful How You Wish" i "Deep Rapture" va augmentar la seva fama.
El 1972, va ser inclòs al Saló de la Fama dels Compositors.
Fain va morir d'un atac de cor a Los Angeles, i està enterrat a Emerson, Nova Jersey.

## Filmografia parcial
- 1930: Roadhouse Nights
- 1930: Young Man of Manhattan
- 1930: Dangerous Nan McGrew
- 1933: Moonlight and Pretzels
- 1933: Female
- 1934: Mandalay
- 1934: Harold Teen
- 1935: Sweet Music
- 1935: The Case of the Curious Bride
- 1935: Goin' to Town
- 1935: The Widow from Monte Carlo
- 1938: Tarnished Angel
- 1941: Hellzapoppin'
- 1943: Swing Fever
- 1951: Alícia al país de les meravelles (Alice in Wonderland)
- 1953: Peter Pan
- 1953: Jane Calamitat (Calamity Jane)
- 1953: Three Sailors and a Girl
- 1957: April Love
- 1958: A Certain Smile
- 1959: La Bella Dorment (Sleeping Beauty)
- 1972: The Stepmother
- 1977: Els rescatadors (The Rescuers)
- 1979: Half a House